# (193) Ambrosia
(193) Ambrosia ist ein Asteroid des mittleren Hauptgürtels, der am 28. Februar 1879 vom französischen Astronomen Jérôme-Eugène Coggia am Observatoire de Marseille entdeckt wurde.
Der Asteroid wurde benannt nach Ambrosia, der Nahrung der Götter. Ihr Getränk war Nektar. Ambrosia verleiht den Göttern Unsterblichkeit. Es ist aber auch der Name einer der Hyaden, die ursprünglich Nymphen waren, Töchter von Atlas und Aithra. Die zweite Interpretation scheint wahrscheinlicher, da Coggia auch den Asteroiden (217) Eudora nach einer dieser Nymphen benannte.

## Wissenschaftliche Auswertung
Eine Auswertung von Beobachtungen durch das Projekt NEOWISE im nahen Infrarot führte 2011 zu vorläufigen Werten für den Durchmesser und die Albedo im sichtbaren Bereich von 28,1 km bzw. 0,30. Nachdem die Werte nach neuen Messungen mit NEOWISE 2012 auf 27,6 km bzw. 0,33 korrigiert worden waren, wurden sie 2014 auf 26,3 km bzw. 0,34 geändert.
Photometrische Beobachtungen von (193) Ambrosia fanden erstmals statt vom 12. Dezember 1995 bis 25. Januar 1996 am United States Naval Observatory in Washington, D.C. Aus der aufgezeichneten Lichtkurve wurde eine Rotationsperiode von 6,581 h bestimmt. Weitere Beobachtungen erfolgten vom 10. bis 21. April 2009 am Palmer Divide Observatory in Colorado. Die Auswertung ergab eine Rotationsperiode von 6,580 h.

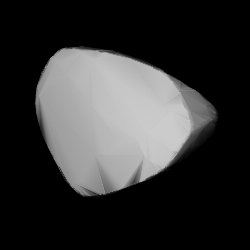
Berechnetes 3D-Modell von (193) Ambrosia

Aus archivierten photometrischen Daten und Lichtkurven wurden dann in einer Untersuchung von 2013 Gestaltmodelle des Asteroiden mit zwei möglichen alternativen Ausrichtungen der Rotationsachse für eine retrograde Rotation sowie eine Rotationsperiode von 6,5817 h bestimmt.
Mit dem Weltraumteleskop Transiting Exoplanet Survey Satellite (TESS) konnten während dessen Durchmusterung des Südhimmels 2018 bis 2019 auch Objekte des Sonnensystems beobachtet werden. Dabei wurden auch die Lichtkurven von fast 10.000 Asteroiden aufgezeichnet. Für (193) Ambrosia wurde aus Messungen etwa vom 23. Juni bis 18. Juli 2019 eine Rotationsperiode von 6,5809 h abgeleitet.
Zwischen 2012 und 2018 wurden mit der All-Sky Automated Survey for Supernovae (ASAS-SN) auch photometrische Daten von 20.000 Asteroiden aufgezeichnet. Auf mehr als 5000 davon konnte erfolgreich die Methode der konvexen Inversion angewendet werden, darunter auch (193) Ambrosia, für die in einer Untersuchung von 2021 ein verbessertes dreidimensionales Gestaltmodell für zwei alternative Rotationsachsen mit retrograder Rotation und einer Periode von 6,58177 h berechnet wurde. Aus archivierten Daten des Asteroid Terrestrial-impact Last Alert System (ATLAS) aus dem Zeitraum 2015 bis 2018 konnte in einer Untersuchung von 2022 mit der Methode der konvexen Inversion eine Rotationsperiode von 6,58166 h berechnet werden. Im Jahr 2023 wurde aus photometrischen Messungen von Gaia DR3 erneut ein dreidimensionales Gestaltmodell des Asteroiden für zwei alternative Rotationsachsen mit retrograder Rotation und einer Periode von 6,58177 h berechnet.